# Auchy-lez-Orchies
Auchy-lez-Orchies ist eine französische Gemeinde mit 1.542 Einwohnern (Stand: 1. Januar 2022) im Département Nord in der Region Hauts-de-France. Sie gehört zum Arrondissement Douai und zum Kanton Orchies. Die Einwohner werden Alcyaquois genannt.

## Geographie
Auchy-lez-Orchies liegt etwa 15 Kilometer nordöstlich von Douai. Umgeben wird Auchy-lez-Orchies von den Nachbargemeinden Cappelle-en-Pévèle im Nordwesten und Norden, Nomain im Norden und Nordosten, Orchies im Osten, Coutiches im Süden sowie Bersée im Westen.
Durch den Osten der Gemeinde führt die Autoroute A23.

## Bevölkerungsentwicklung
| Jahr                       | 1962 | 1968 | 1975 | 1982 | 1990 | 1999 | 2006 | 2013 | 2020 |
| Einwohner                  | 931  | 889  | 887  | 1038 | 1142 | 1156 | 1368 | 1517 | 1493 |
| Quellen: Cassini und INSEE |      |      |      |      |      |      |      |      |      |

## Sehenswürdigkeiten
- Kirche Sainte-Berthe, 1851 erbaut
- Calvaires
- Schloss Beaussier

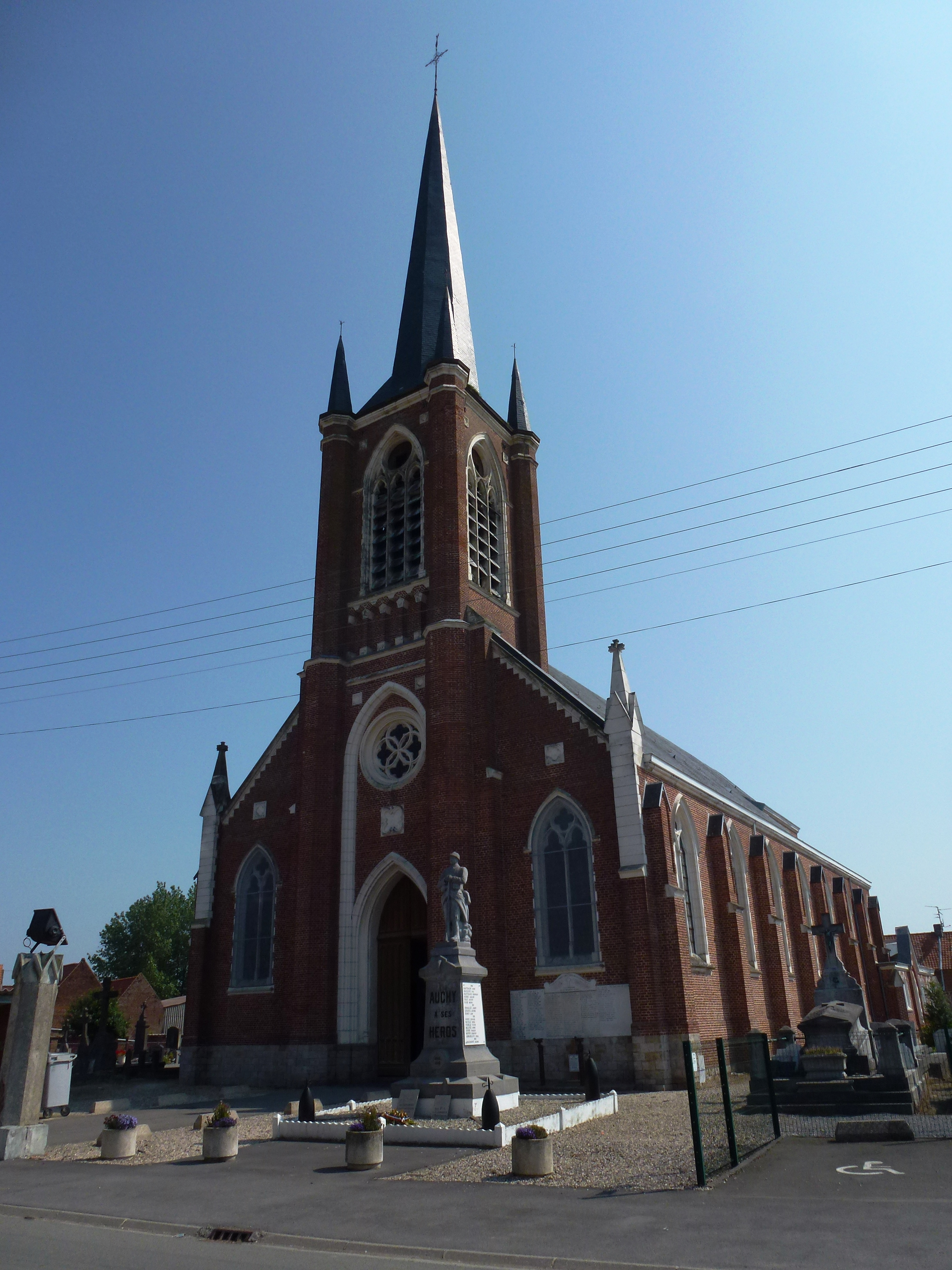
Kirche Sainte-Berthe
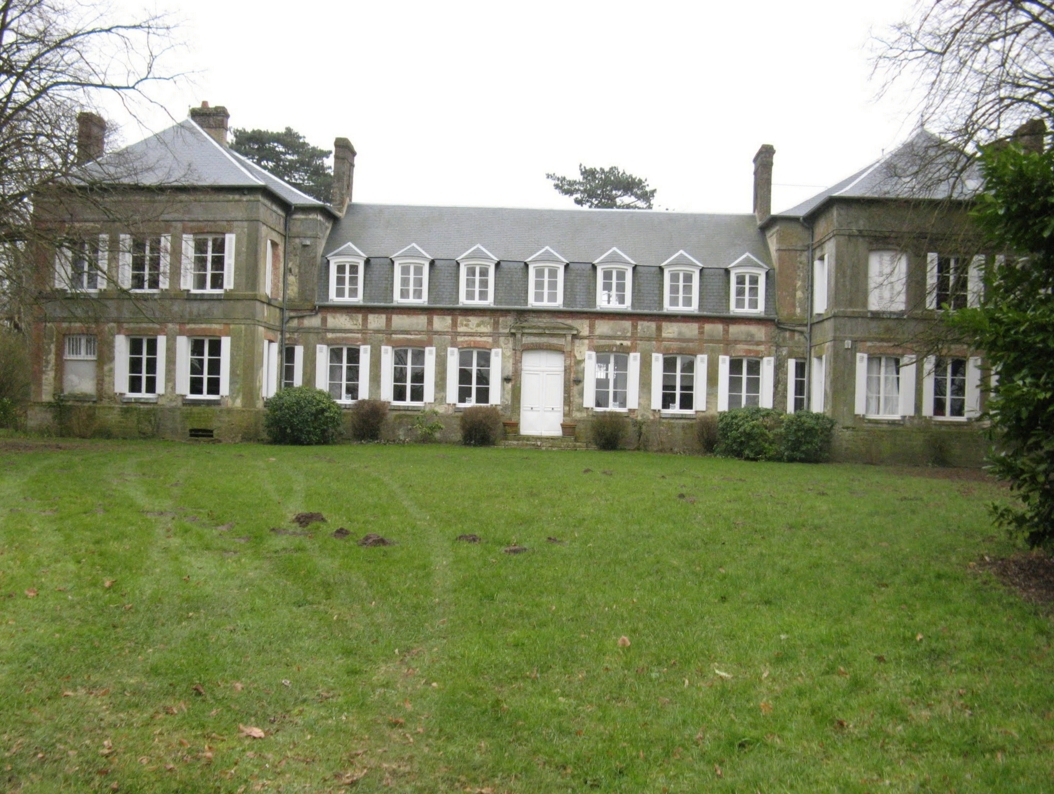
Schloss Beaussier
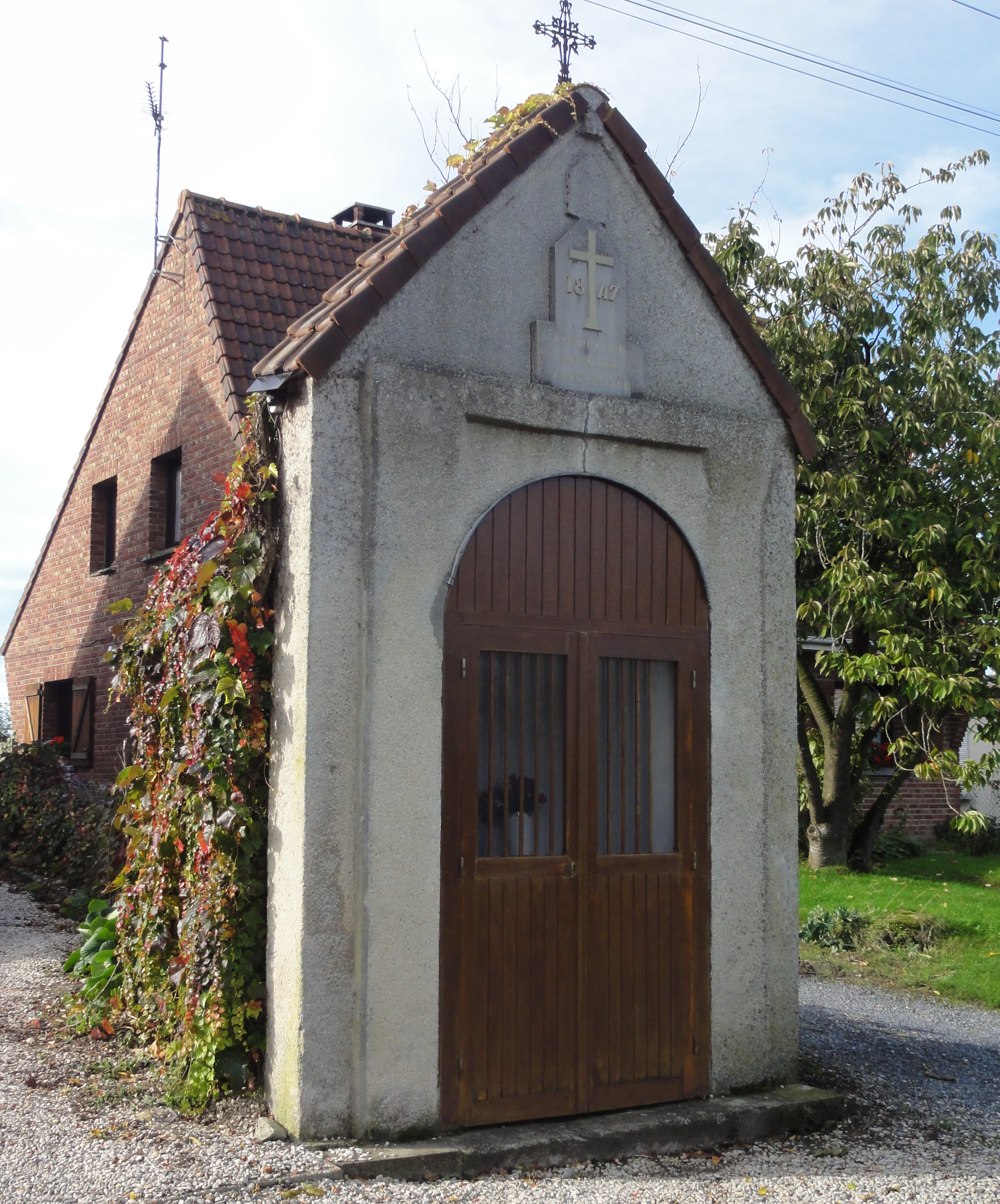
Marienkapelle
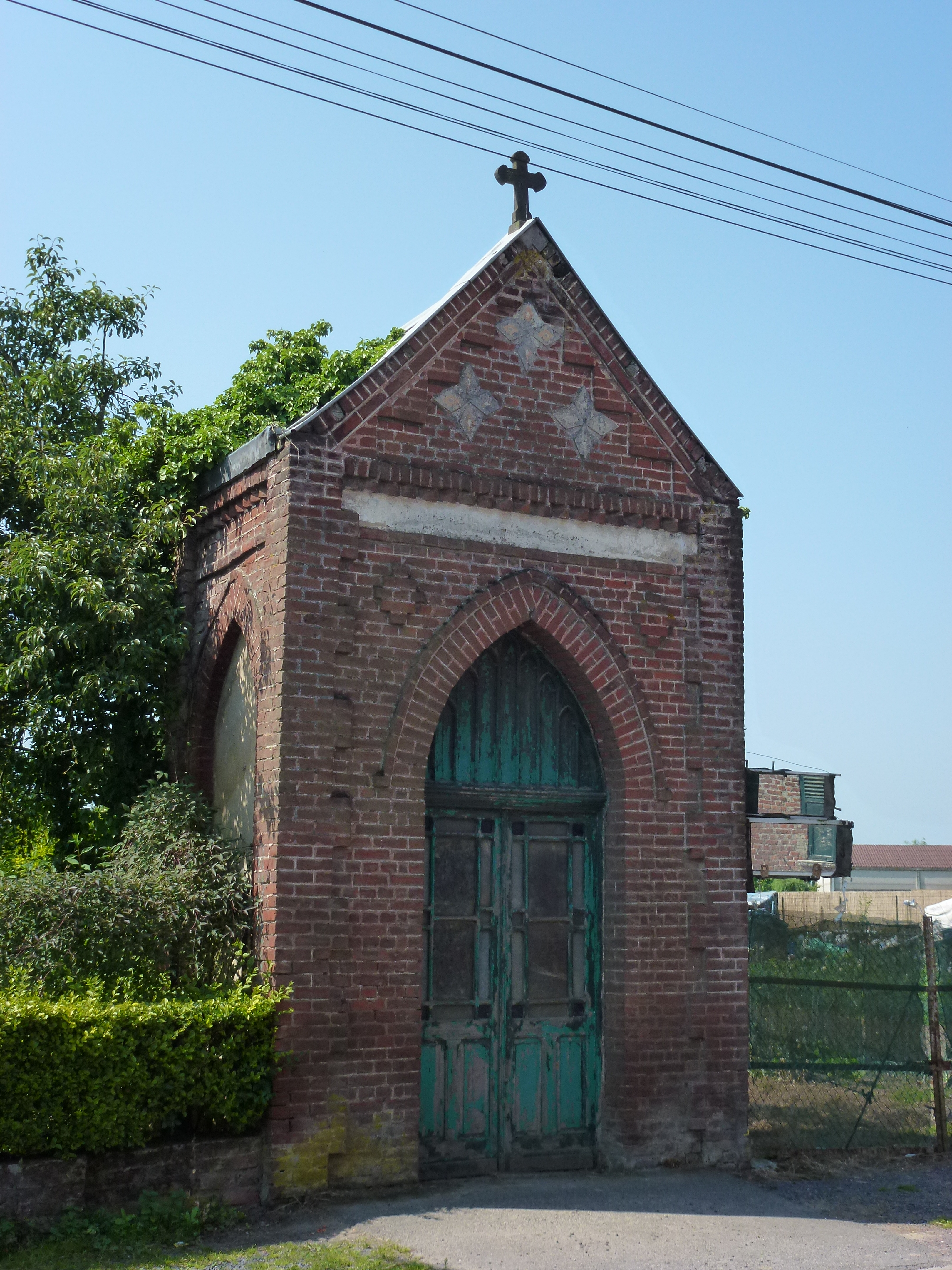
Oratorium im Ortsteil Monneville
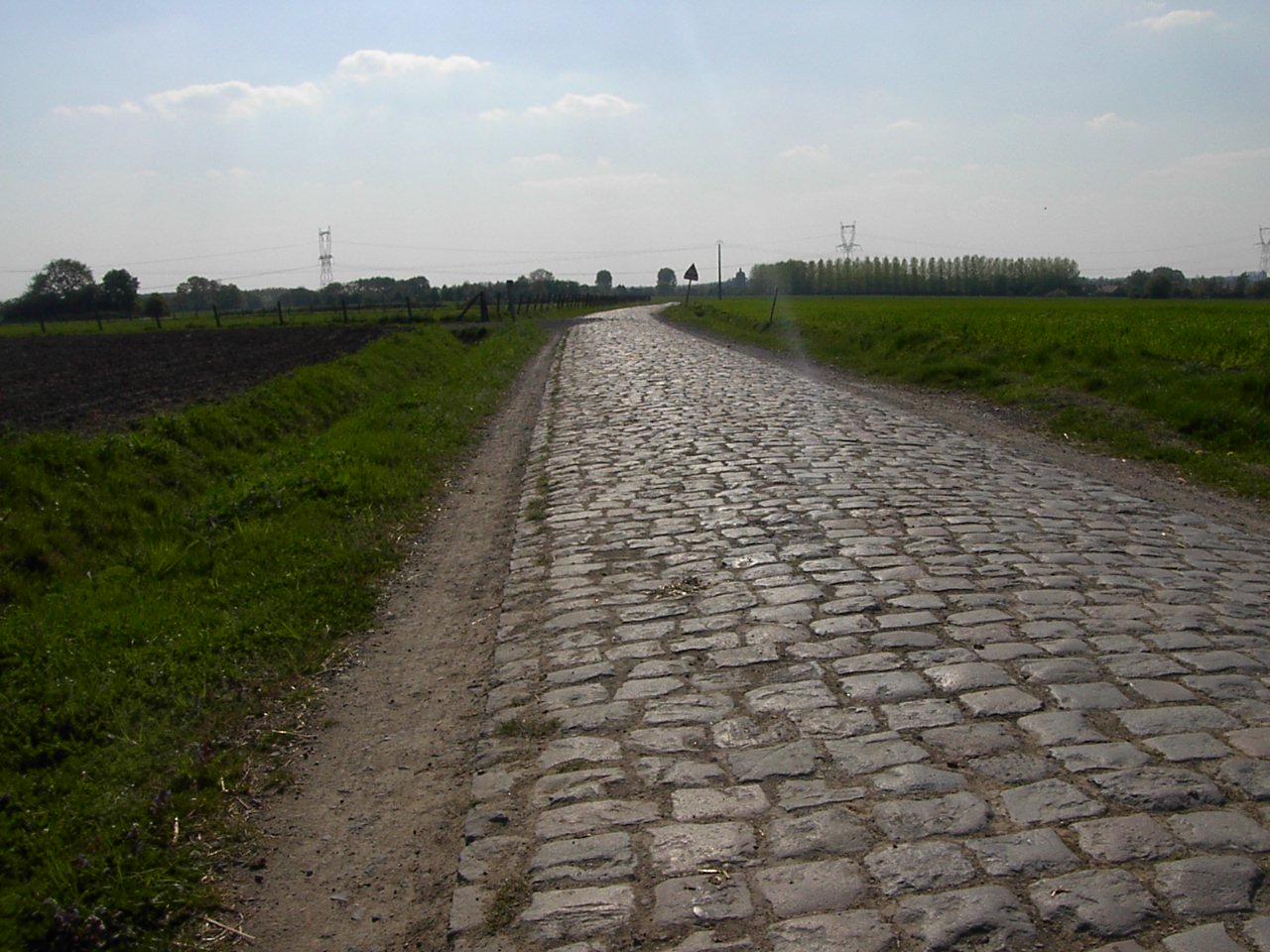
Pflastersteinstraße bei Auchy 2011